# Cervens
Cervens é uma comuna francesa na região administrativa de Auvérnia-Ródano-Alpes, no departamento da Alta Saboia. Estende-se por uma área de 12.66 km². Em 2010 a comuna tinha 1 049 habitantes (densidade: 82,9 hab./km²).